# Estação Ferroviária de Moçâmedes
A Estação Ferroviária de Moçâmedes (nome anteriormente grafado como "Mossâmedes" e ainda antes como "Mossamedes") foi uma interface da Linha do Vouga, que servia a localidade de Moçâmedes, no Distrito de Viseu, em Portugal.

## Descrição
A superfície dos carris (plano de rolamento) da estação ferroviária de Moçâmedes ao PK 123+500 situava-se à altitude de 38 832 cm acima do nível médio das águas do mar. O edifício de passageiros situa-se do lado nordeste da via (lado direito do sentido ascendente, para Viseu).

## História

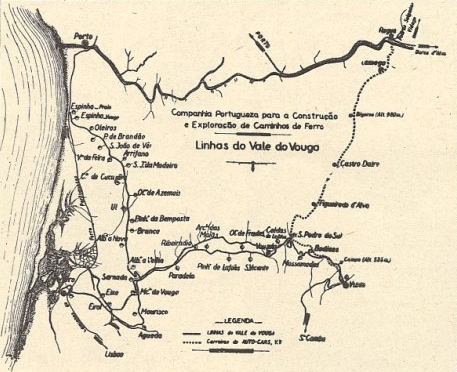
Mapa da Rede do Vouga, onde se pode ver a localização da estação de Moçâmedes.

Durante a elaboração dos primeiros planos para a Linha do Vouga, nos finais do Século XIX, calculava-se que uma das povoações que seriam servidas por aquele caminho de ferro seria a de Mossamedes.
Esta estação fazia parte do lanço entre Bodiosa e Vouzela, que abriu à exploração em 5 de Fevereiro de 1914, pela Compagnie Française pour la Construction et Exploitation des Chemins de Fer à l'Étranger.
No relatório de 1931 e 1933 da Junta Autónoma das Estradas, foi referida a construção de um troço de estrada, ligando a estação de Mossâmedes à EN8-1. Em 1 de Janeiro de 1947, a exploração da Linha do Vouga passou a ser feita pela Companhia dos Caminhos de Ferro Portugueses.

O lanço entre Sernada do Vouga e Viseu foi encerrado no dia 2 de Janeiro de 1990.

## Leitura recomendada
- SILVA, José; RIBEIRO, Manuel (2007). Os Comboios em Portugal. Volume III 1ª ed. Lisboa: Terramar - Editores, Distribuidores e Livreiros, Lda. 203 páginas. ISBN 978-972-710-408-6